# Douglas Erith Derry
Douglas Erith Derry (1874 – 20 febbraio 1961) è stato un anatomista e antropologo britannico.

## Biografia
Dopo essersi laureato in medicina, nel 1903, all'Università di Edimburgo, nel 1906 si trasferì in Egitto dove divenne assistente alla cattedra di medicina de Il Cairo.
Lì si interessò anche agli scavi archeologici, nella Valle dei Re, per quanto riguardava gli aspetti antropologici. 
Nel 1910 fece ritorno in patria dove rimase per circa nove anni come assistente presso l'Università di Londra.
Nel 1919 ritornò a Il Cairo dove gli era stata offerta una cattedra di anatomia. Durante la sua permanenza in Egitto ebbe modo di viaggiare nel sud del paese, ma l'evento che lo appassionò fu la scoperta della tomba di Tutankhamon e della sua mummia, da parte della spedizione archeologica guidata da Howard Carter e finanziata da Lord Carnarvon, avvenuta nel 1922.
Nel frattempo creò una scuola di medicina a Il Cairo che fece crescere a dismisura i laureati in medicina in Egitto.
Dopo la fine della seconda guerra mondiale l'atmosfera a Il Cairo divenne molto tesa ed egli venne licenziato. Tornò quindi in patria e si ritirò nella campagna dell'Essex dove morì all'età di 87 anni .